# پوتوماک (یکا)
پوتوماک (یکا) (به انگلیسی: Potomac currency) یکای پول رایج در کشور ایالات متحده آمریکا است. مسئولیت کنترل این یکای پول برعهدهٔ بانک مرکزی ایالات متحده آمریکا قرار دارد.